# NGC 1584
NGC 1584 est une très vaste galaxie lenticulaire relativement éloignée et située dans la constellation de l'Éridan. NGC 1584 a été découverte par l'astronome américain Francis Leavenworth en 1885.

## Caractéristiques
Sa vitesse par rapport au fond diffus cosmologique est de 8 935 ± 26 km/s, ce qui correspond à une distance de Hubble de 131,8 ± 9,2 Mpc (∼430 millions d'al).